# Badar Al-Mahruqy
Badar Al-Mahruqy (en árabe: بدر علي المحروقي‎; Omán, 12 de diciembre de 1979) es un exfutbolista de Omán que jugaba en la posición de defensa.

## Carrera

### Club
| Periodo   | Club        |
| --------- | ----------- |
| 1998-2000 | Fanja SC    |
| 2000-2014 | Muscat Club |

### Selección nacional
Jugó para Omán en 23 ocasiones de 1997 a 2004 y anotó dos goles; participó en los Juegos Asiáticos de 1998, en la Copa Asiática 2004 y dos eliminatorias mundialistas.

## Logros
- Liga Profesional de Omán (2): 2002-03, 2005-06
- Copa del Sultán Qabus (1): 2003
- Supercopa de Omán (2): 2004, 2005